# Fufius lanicius
Fufius lanicius is een spinnensoort uit de familie Cyrtaucheniidae. De soort komt voor in Bolivia.